# Братковский сельсовет
Братковский сельсовет (бел. Браткаўскі сельсавет) — упразднённая административно-территориальная единица на территории Копыльского района Минской области Беларуси.

## История
28 июня 2013 года сельсовет упразднён. Населённые пункты включены в состав Тимковичского сельсовета.

## Состав
Братковский сельсовет включал 9 населённых пунктов:
- Братково — агрогородок.
- Веселое — деревня.
- Дегтяные — деревня.
- Зараковцы — деревня.
- Комсичи — деревня.
- Каролинка — посёлок.
- Новосёлки — деревня.
- Ореховка — посёлок.
- Славинка — посёлок.

Упразднённые населённые пункты на территории сельсовета:
- Савичики — посёлок.